# Ghisonaccia
Ghisonaccia [ɡizonatʃa] est une commune française située dans la circonscription départementale de la Haute-Corse et le territoire de la collectivité de Corse. Elle appartient à l'ancienne piève d'Aléria.

## Géographie

### Localisation
Ghisonaccia est située au Sud de la plaine orientale corse, dans le bassin inférieur du fleuve Fiumorbo, qui borde la limite de la commune sur environ quinze kilomètres. Si on excepte une petite zone élevée au Nord-Ouest, la quasi-totalité du territoire de la commune est à moins de 100 mètres d'altitude, ce qui est exceptionnel en Corse. Le relief, légèrement modelé, s'incline du Nord-Ouest vers le Sud-Est.
Le village, qui regroupe la majorité de la population, est situé au Sud du territoire communal, à la jonction de la grand-route Bastia - Bonifacio et de la route départementale D 344 Ghisonaccia - Ghisoni. C'est ici que se trouvent la quasi-totalité des commerces et services de la commune : dont deux supermarchés, trois en été, la Gendarmerie, les Pompiers, un centre administratif départemental, plusieurs médecins, deux pharmacies, une dizaine de bars, hôtels et restaurants, et une trentaine de commerces divers.
Au Nord-Est de la commune se trouve l'étang d'Urbino, une lagune de 750 hectares, avec une île en son centre et une presqu'île très avancée au Nord, la plus importante de la plaine orientale et la seconde de Corse après l'étang de Biguglia ; le plan d'eau communique avec la mer par une passe de 10 mètres de large, entretenue régulièrement à cause de l'ensablement, où on pratiquait la conchyliculture et l'ostréiculture. Au Sud de l'étang s'étend le domaine de Pinia, une zone marécageuse, dont la frange littorale est boisée, classée réserve naturelle, et gérée par le conservatoire du littoral propriétaire du lieu. En poussant plus au Sud, entre la plage de Vignale et l'embouchure du Fiumorbo, le bord de mer est occupé par quelques petites installations touristiques.
Le Nord-Ouest de la commune est agricole, partiellement occupé par des vignobles. Deux hameaux jalonnent la route de Ghisoni :
- Ghisonaccia-gare (a Gara en corse) : à cinq kilomètres du chef-lieu dans la plaine, là où fut installé en 1880 le terminus provisoire du chemin de fer de la côte orientale, quelques maisons peinent pour avoir une vie de village autonome : un bar, un jeu de boules, une fromagerie industrielle, un groupement de taxis (A Nostra Gara).

Tous les ans, pour redonner vie  à ce lieu de rencontres et de commerce, le dernier week-end de novembre se déroulent les rencontres du savoir-faire insulaire qui réunissent de nombreux artisans: I Scontri di u Sapè fa.
- Saint-Antoine (Sant' Antone ou San Anto en corse), quatre kilomètres plus loin, au débouché des gorges du Fiumorbo; est installée une importante cave coopérative vinicole.

### Communes limitrophes
| Ghisoni Pietroso              | Aghione              | Aléria           |
| Lugo-di-Nazza Poggio-di-Nazza | Ghisonaccia          | Mer Méditerranée |
|                               | Prunelli-di-Fiumorbo |                  |

- Aléria, sur 6 km au Nord-Est, rive Nord de l'étang d'Urbino, ruisseau de Frassone et punta di Paldomo
- Aghione, sur 5 km au Nord, de Paldomo à Aristone et d'Aristone à Vergajola
- Pietroso, sur 4 km au Nord, de Vergajola à la pointe de Corbara
- Ghisoni, sur 1,2 km au Nord-Ouest, de Corbara au fleuve Fiumorbo
- Lugo-di-Nazza, sur 7 km à l'Ouest, le long du Fiumorbo, jusqu'au ruisseau de Saltarucco
- Poggio-di-Nazza, sur 2 km à l'Ouest, le long du Fiumorbo, jusqu'au ruisseau de Varagno
- Prunelli-di-Fiumorbo, sur 8,5 km au Sud, le long du Fiumorbo, jusqu'à son embouchure.

## Urbanisme

### Typologie
Au 1er janvier 2024, Ghisonaccia est catégorisée bourg rural, selon la nouvelle grille communale de densité à sept niveaux définie par l'Insee en 2022.
Elle appartient à l'unité urbaine de Ghisonaccia, une unité urbaine monocommunale constituant une ville isolée,. La commune est en outre hors attraction des villes,.
La commune, bordée par la mer Méditerranée, est également une commune littorale au sens de la loi du 3 janvier 1986, dite loi littoral. Des dispositions spécifiques d’urbanisme s’y appliquent dès lors afin de préserver les espaces naturels, les sites, les paysages et l’équilibre écologique du littoral, tel le principe d'inconstructibilité, en dehors des espaces urbanisés, sur la bande littorale des 100 mètres, ou plus si le plan local d’urbanisme le prévoit.

### Occupation des sols
L'occupation des sols de la commune, telle qu'elle ressort de la base de données européenne d’occupation biophysique des sols Corine Land Cover (CLC), est marquée par l'importance des territoires agricoles (68,7 % en 2018), néanmoins en diminution par rapport à 1990 (70,9 %). La répartition détaillée en 2018 est la suivante : 
zones agricoles hétérogènes (32,5 %), cultures permanentes (20,8 %), forêts (11,2 %), eaux maritimes (9,9 %), prairies (8,2 %), terres arables (7,2 %), zones urbanisées (3,3 %), milieux à végétation arbustive et/ou herbacée (2,6 %), espaces verts artificialisés, non agricoles (1,4 %), zones humides intérieures (1,1 %), espaces ouverts, sans ou avec peu de végétation (1 %), zones industrielles ou commerciales et réseaux de communication (0,8 %). L'évolution de l’occupation des sols de la commune et de ses infrastructures peut être observée sur les différentes représentations cartographiques du territoire : la carte de Cassini (XVIIIe siècle), la carte d'état-major (1820-1866) et les cartes ou photos aériennes de l'IGN pour la période actuelle (1950 à aujourd'hui).

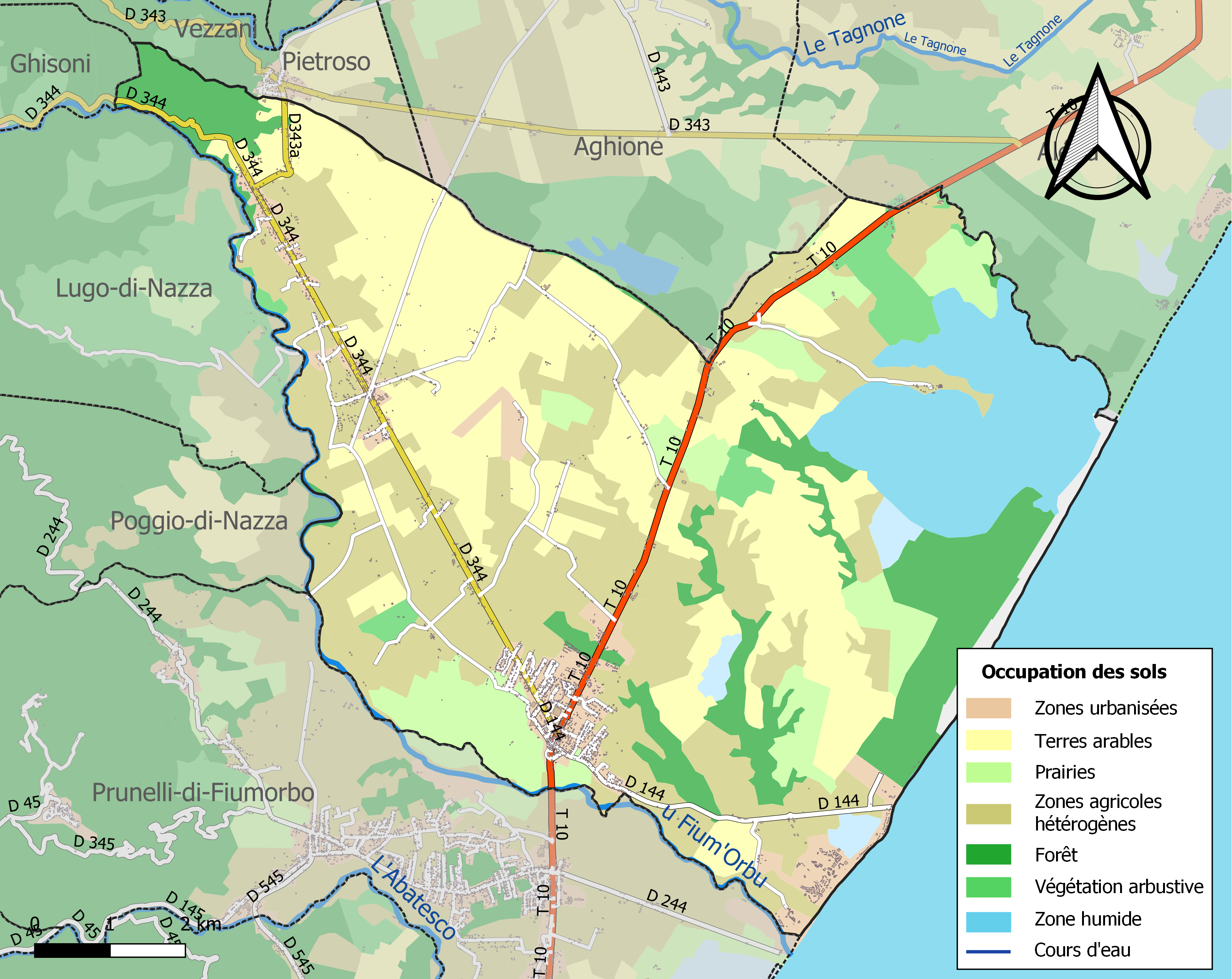
Carte des infrastructures et de l'occupation des sols de la commune en 2018 (CLC).

### Voies de communications et transports
Ghisonaccia est situé à l'intersection de la grande route de la côte orientale (Bastia - Bonifacio) et d'une pénétrante vers Ghisoni (D 343). Aucune autre route importante ne dessert la commune.
Aucun pont ne permet de traverser le Fiumorbo entre la sortie de l'Inzecca (Pinzalone) et le pont de la RT 10 (ex-RN 198), sur 15 kilomètres. Pour aller à Poggio-di-Nazza (à 2,5 km à vol d'oiseau), il faut faire un détour par Migliacciaro et Abbazia, soit un trajet de 17 kilomètres.
Pour aller à Corte, il faut passer par Cateraccio - Aléria. Pour aller à Ajaccio, il faut passer par les gorges du Fiumorbo, Ghisoni et le col de Sorba (altitude 1 311 mètres).
Sur la côte elle-même, la circulation sur la RT 10 (ex-RN 198) est dense et les dépassements sont aléatoires et dangereux, et on joint difficilement Bastia ou Bonifacio (85 km) en moins de 1 heure 30, surtout en été ou le dimanche. La route est donc officiellement classée dangereuse : des accidents mortels sont nombreux, notamment dans le secteur de Moriani-plage. Les inondations ne sont pas rares : en juin 2007, la route a été coupée entre Aléria et Solenzara pendant près de 20 heures à la suite d'un gros orage.

## Toponymie
Le nom Ghisonaccia est de manière évidente dérivé de Ghisoni, nom du village existant situé à l'Ouest dans la montagne voisine depuis plusieurs siècles, et dont les habitants descendaient jadis naturellement dans la plaine alors marécageuse, peu hospitalière et plus tardivement habitée.

## Histoire
Le village de Ghisonaccia a été créé par des habitants de Ghisoni, qui, cultivant des champs dans cette plaine et devant faire leurs récoltes, y ont bâti des maisons.
La commune de Ghisonaccia a donc été créée en 1845 par démembrement de la commune de Lugo-di-Nazza. Dans les années 1960, le boom de l'agriculture permet à la commune de devenir une petite cité prospère. À partir des années 1980, plusieurs agriculteurs se réunissent et lancent le pari fou de créer une activité touristique à la belle saison, avec la construction de différentes structures, comme le Village de Vacances "Marina d'Oru" - des petits pavillons à louer, construits dans une pinède en bord de plage, avec animations et restauration en soirées, accessible par la route de la mer à partir du village, ou encore de nombreux terrains de campings aménagés le long du bord de mer.
Au fil des années, l'afflux de milliers de touristes et vacanciers, a permis à la commune de Ghisonaccia un essor important pour devenir la petite ville actuelle..

## Politique et administration

### Élections municipales et communautaires de 2020
- Maire sortant : Francis Giudici (DVD)
- 27 sièges à pourvoir au conseil municipal (population légale 2017 : 4 225 habitants)
- 11 sièges à pourvoir au conseil communautaire (CC de Fium'orbu Castellu)

|                          |                          |                          |              |              |        |        |  |  |  |
| Tête de liste            | Tête de liste            | Liste                    | Premier tour | Premier tour | Sièges | Sièges |  |  |  |
| Tête de liste            | Tête de liste            | Liste                    | Voix         | %            | CM     | CC     |  |  |  |
|                          | Francis Giudici          | DVD                      | 1 519        | 79,77        | 25     | 10     |  |  |  |
| Tutti per Ghisunaccia    |                          |                          | 1 519        | 79,77        | 25     | 10     |  |  |  |
|                          | Ghjuvan'Santu Le Mao     | REG                      | 385          | 20,22        | 2      | 1      |  |  |  |
| Cambiemu a Ghisonaccia   |                          |                          | 385          | 20,22        | 2      | 1      |  |  |  |
|                          |                          |                          |              |              |        |        |  |  |  |
| Votes valides            | Votes valides            | Votes valides            | 1 904        | 96,60        |        |        |  |  |  |
| Votes blancs             | Votes blancs             | Votes blancs             | 15           | 0,76         |        |        |  |  |  |
| Votes nuls               | Votes nuls               | Votes nuls               | 52           | 2,64         |        |        |  |  |  |
| Total                    | Total                    | Total                    | 1 971        | 100          | 27     | 11     |  |  |  |
| Abstention               | Abstention               | Abstention               | 717          | 26,67        |        |        |  |  |  |
| Inscrits / participation | Inscrits / participation | Inscrits / participation | 2 688        | 73,33        |        |        |  |  |  |

- La liste dirigée par Francis Giudici emporte 25 sièges sur les 27 à pourvoir au conseil municipal, et 10 représentants sur 11 au conseil communautaire.

### Liste des maires
| Période                                  | Période        | Identité                    | Étiquette         | Qualité |
| ---------------------------------------- | -------------- | --------------------------- | ----------------- | --- |
| mars 1848                                | 1860           | Jean- Joseph Romani         | ?                 | |
| février 1861                             |                | Silvestre Risterucci        | ?                 | |
| mai 1863                                 |                | Jules- Toussaint Micheli    | ?                 | |
| février 1867                             | avril 1875     | Jacques- Baptiste Giannetti | ?                 | 30 ans |
| 1875                                     |                | Antoine- Paul Lusinchi      | ?                 | |
| février 1877                             | 1883           | Louis Romani                | ?                 | Facteur-boitier Facteur-receveur des postes |
| février 1885                             |                | Antoine- Paul Lusinchi      | ?                 | |
| avril 1894                               | mars 1899      | Joseph Romani               | ?                 | |
| décembre 1902                            |                | Jules-François Micaëlli     | ?                 | Maire de Ghisoni - 50 ans |
| ?                                        | septembre 1941 | Pierre-François Paolini     | Parti Pietri      | 45 ans Révoqué par le Gouvernement de Vichy |
| Les données manquantes sont à compléter. |                |                             |                   | |
| 1962                                     | juin 1995      | Dominique Gambini           | DVD puis RPR      | Président de la Chambre d'agriculture de Haute Corse Conseiller général du canton de Ghisoni (1976 → 1994) |
| juin 1995                                | 2003           | Pierre-Jean Paolini         | UDF puis DVD      | Agriculteur Conseiller général du canton de Ghisoni (1994 → 2003) |
| 2003                                     | mars 2008      | Marie-Ange Paolini          | DVD               | |
| mars 2008                                | en cours       | Francis Giudici             | DVD (Giacobbiste) | Exploitant agricole Conseiller territorial de l'Assemblée de Corse (2018 → ) Conseiller départemental du canton de Ghisonaccia (2015 → ) Conseiller général du canton de Ghisoni (2004 → 2015) Maire de Poggio-di-Nazza (1995 → 2008) |
| Les données manquantes sont à compléter. |                |                             |                   | |

## Population et société

### Démographie
L'évolution du nombre d'habitants est connue à travers les recensements de la population effectués dans la commune depuis 1846. Pour les communes de moins de 10 000 habitants, une enquête de recensement portant sur toute la population est réalisée tous les cinq ans, les populations de référence des années intermédiaires étant quant à elles estimées par interpolation ou extrapolation. Pour la commune, le premier recensement exhaustif entrant dans le cadre du nouveau dispositif a été réalisé en 2005.

En 2022, la commune comptait 4 246 habitants, en évolution de +1,19 % par rapport à 2016 (Haute-Corse : +5,15 %, France hors Mayotte : +2,11 %).
| 1846 | 1851 | 1856 | 1861 | 1866 | 1872 | 1876 | 1881 | 1886 |
| ---- | ---- | ---- | ---- | ---- | ---- | ---- | ---- | ---- |
| 608  | 633  | 713  | 889  | 680  | 777  | 787  | 818  | 776  |

| 1891 | 1896  | 1901  | 1906  | 1911  | 1921  | 1926  | 1931  | 1936  |
| ---- | ----- | ----- | ----- | ----- | ----- | ----- | ----- | ----- |
| 864  | 1 034 | 1 157 | 1 124 | 1 088 | 1 046 | 1 177 | 1 232 | 1 191 |

| 1946 | 1954  | 1962  | 1968  | 1975  | 1982  | 1990  | 1999  | 2005  |
| ---- | ----- | ----- | ----- | ----- | ----- | ----- | ----- | ----- |
| 983  | 1 015 | 1 540 | 2 473 | 3 240 | 3 297 | 3 270 | 3 168 | 3 279 |

| 2006  | 2010  | 2015  | 2020  | 2022  | - | - | - | - |
| ----- | ----- | ----- | ----- | ----- | - | - | - | - |
| 3 331 | 3 823 | 4 128 | 4 215 | 4 246 | - | - | - | - |

## Culture locale et patrimoine

### Lieux et monuments
- L'église Saint-Michel de Ghisonaccia, moderne, est remarquable par sa décoration intérieure d'inspiration byzantine (fresques de N. Giannakakis, 1980-1983), notamment sur toute la voûte de la nef.
- La plage de Vignale, immense plage de sable fin auprès de laquelle se sont progressivement installées des « Marinas », villages de Vacances, qui abritent en saison une population touristique équivalente à celle du reste de la commune.
- Le domaine de Pinia, vaste étendue partiellement marécageuse située entre le bourg de Ghisonaccia et la mer, au Nord de la route de la mer, est une zone de nature protégée, propriété du conservatoire du littoral. On y accède, à pied ou en véhicule tout-terrain, depuis Vignale.
- L'étang d'Urbino, le plus grand de la plaine orientale et le second de l'île par son étendue, n'est malheureusement accessible que par une route en cul-de-sac aboutissant à un restaurant et une boutique de souvenirs. Les amateurs de nature peuvent parvenir au « grau » de communication entre l'étang et la mer en marchant le long de la plage de sable qui borde le domaine de Pinia sur environ cinq kilomètres depuis Vignale.

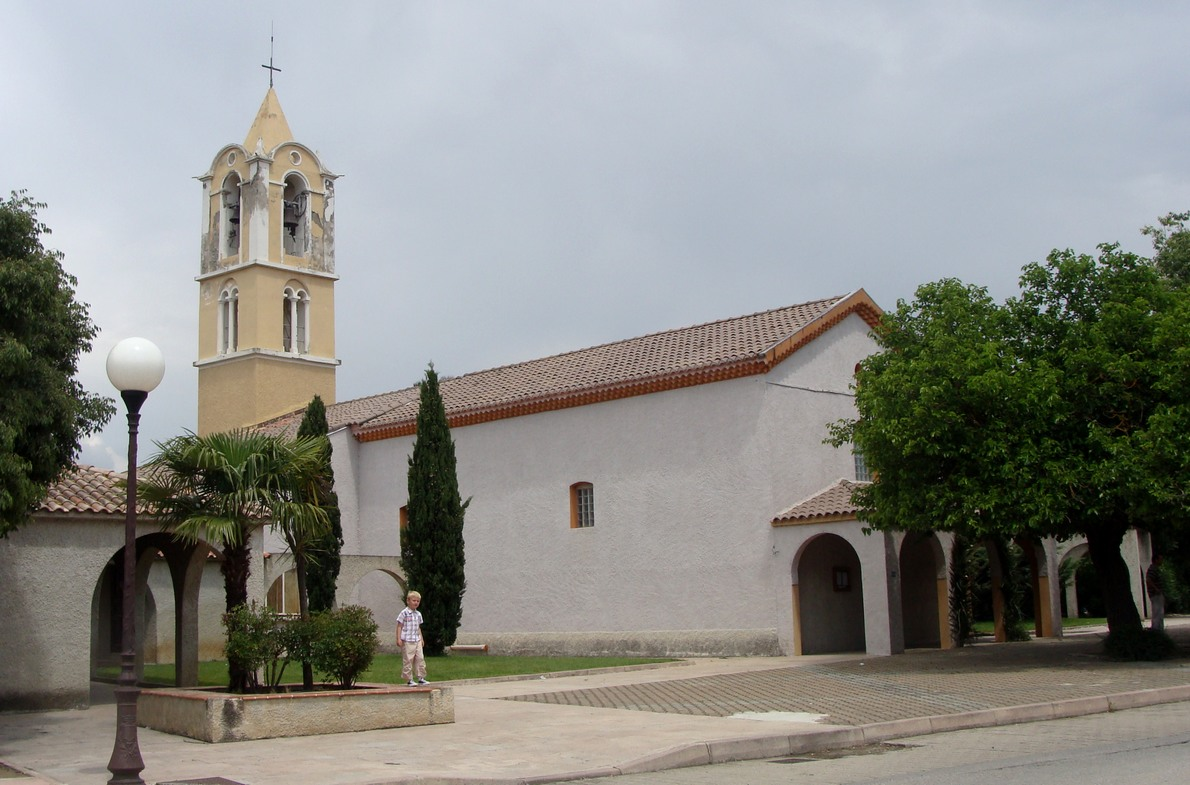
L'église de Ghisonaccia.
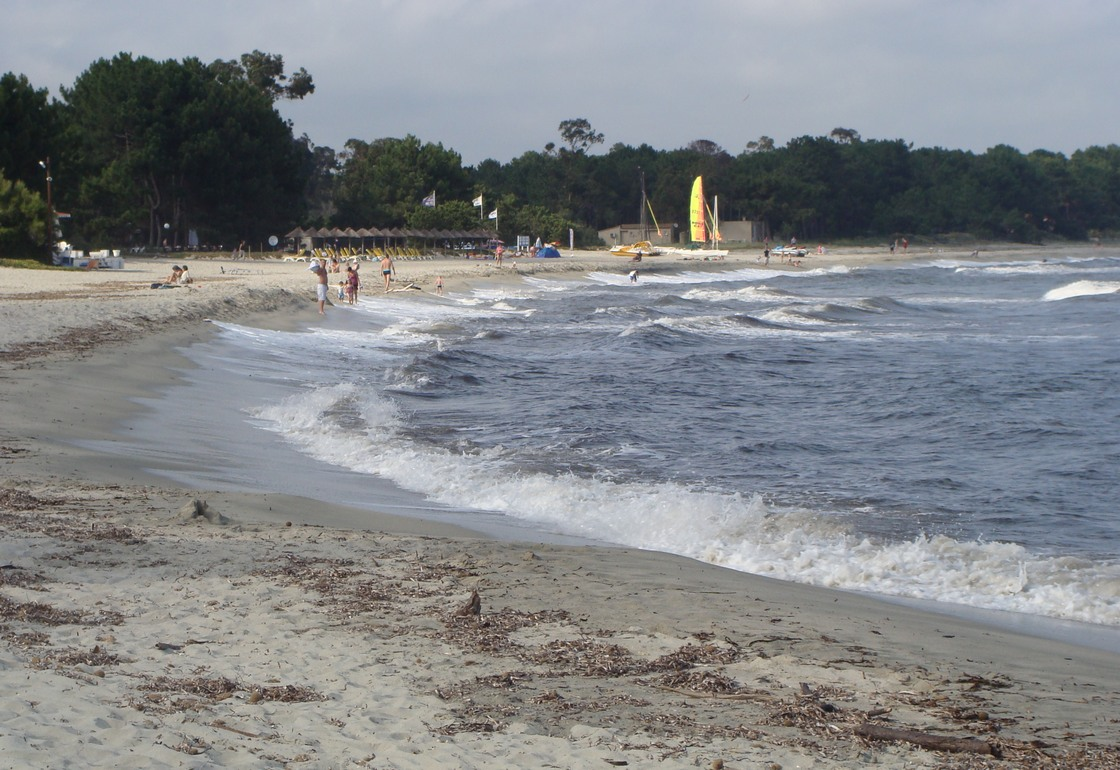
La plage de Vignale.
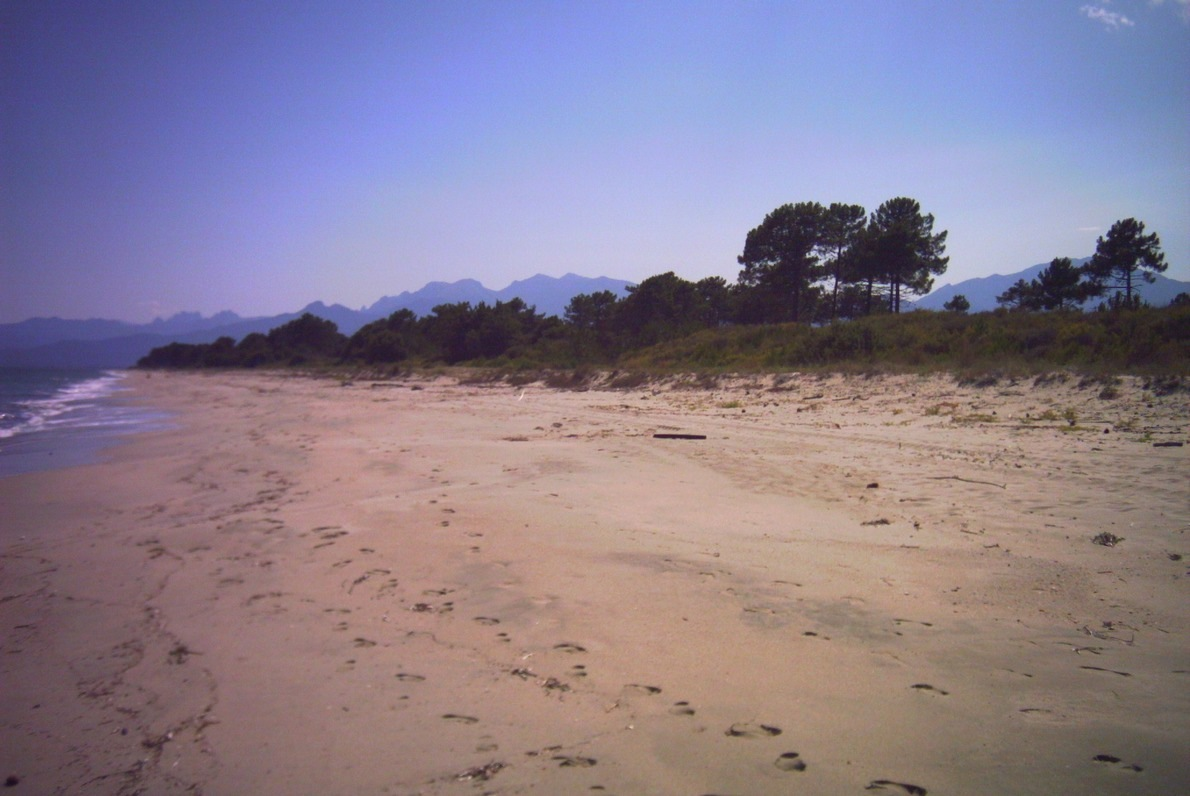
La plage bordant le domaine de Pinia, au Nord de Vignale.
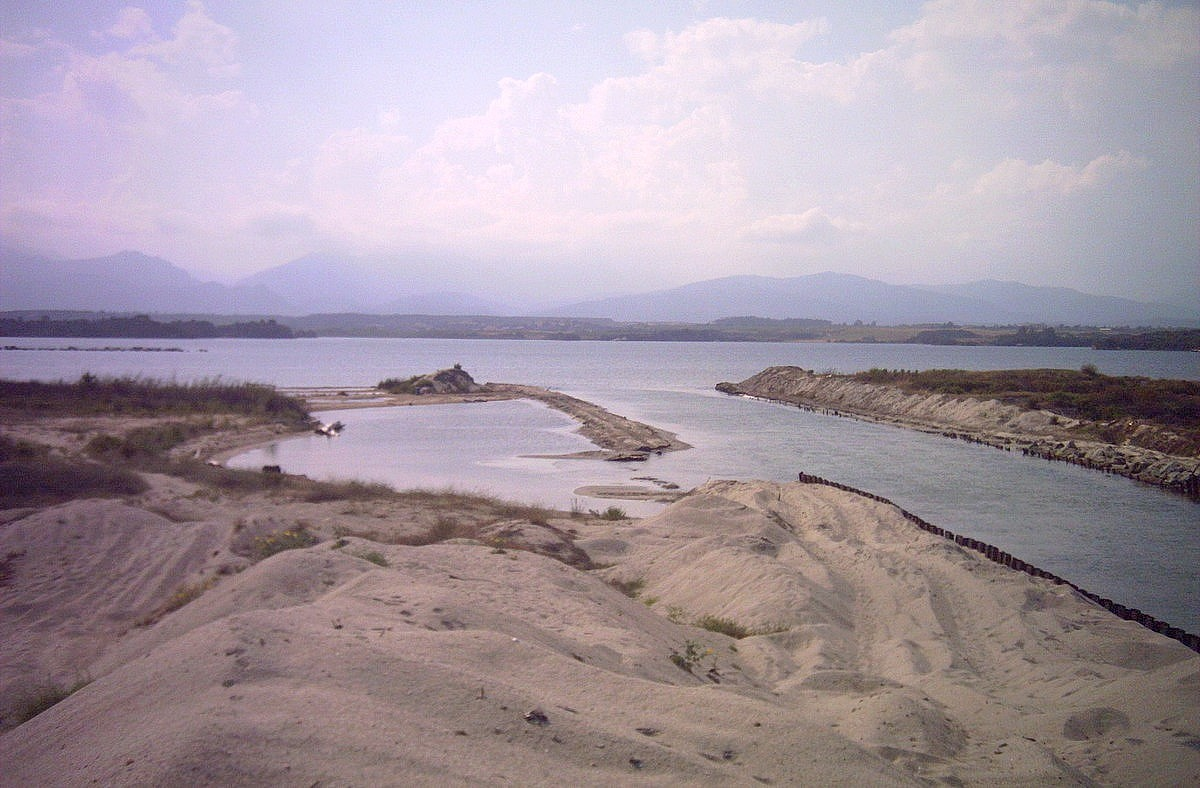
Le grau de l'étang d'Urbino, vue prise depuis la plage.

Les deux arbres remarquables de la commune :
- Le pistachier lentisque, élu « arbre de l'année 2011 » par un jury présidé par l’écrivain Didier van Cauwelaert, auteur du Journal intime d’un arbre. Environ 1 000 ans. Certaines de ses branches atteignent 1,50 m de circonférence, presque autant que le tronc (1,90 m), et son houppier couvre une surface de près de 80 m2.
- L'« Arburacellu » (littéralement « arbre-oiseau »), un chêne-liège d'un âge modeste (200 ans), sculpté par la nature : les excroissances de son tronc lui donnent selon l'angle de vue le profil d'un gigantesque oiseau. Il a été lauréat du concours de l'« arbre de l’année 2018 » en France[16] (3 053 votes sur 12 000 votes), et 4e finaliste du concours « Arbre européen de l'année 2019 »[17] ( 29 140 voix sur 311 772 ). Un arbre

L'aérodrome de Ghisonaccia Alzitone, peu fréquenté, est le siège d'une fête aérienne annuelle.
Le petit oratoire champêtre dédié à Saint Antoine, proche du hameau du même nom sur la route de Ghisoni, où se tient une cérémonie religieuse chaque année le 12 juin.

### Personnalités liées à la commune
- Le footballeur international Sébastien Squillaci est originaire de Ghisonaccia.[réf. nécessaire]
- Toussaint Griffi y est né le 15 avril 1910 (héros de la Résistance en 1942-43, de la mission secrète Pearl Harbour comme son cousin germain Pierre Griffi).
- Le comédien et musicien Cartman (Sébastien Patoche) de son vrai nom Nicolas-Bonaventure Ciattoni y est originaire.
- Le haut fonctionnaire Jean Paolini y est né en 1921 et décédé en 2015.